# Guyana (region)
Inte att förväxlas med Guyana

Guyanaregionen, ibland bara kallad Guyanas efter spanskans benämning, är en region i nordöstra Sydamerika mellan Amasonfloden och Karibiska havet som omfattar de tre länderna Franska Guyana, Guyana (tidigare kallat Brittiska Guyana) och Surinam (tidigare en del av Nederländska Guyana). Vissa låter även Guayana Esequiba i sydöstra Venezuela (Spanska Guyana) och delstaten Amapá i nordvästra Brasilien (Portugisiska Guyana) ingå i regionen.